# Gadwhara
Gadwhara fou una thana o estació per controlar alguns petits estats de l'agència Mahi Kantha. Un ajudant de l'agent en tenia l'autoritat. Els sobirans eren tots kolis. N'hi havia dos de sisena classe (Satlasna i Bhalusna) si bé el tribut dels seus dos feudataris (Umari i [Mota Kotarna]), dins la seva jurisdicció, era pagat per mitjà del thanadar de Bavisi. Els estats de setena classe eren els dos feudataris esmentats, el de Timba, i Chandap que era un poble matadari sense sobirà (una mena de república).